# نائب الرئيس
نائب الرئيس هو أحد المناصب الحكومية السياسية و كذلك يستخدم في مجال إدارة الأعمال.

## في مجال السياسة

### التعريف
نائب رئيس الجمهورية منصب معروف في النظم الجمهورية لكنه يختلف من دولة لدولة، ويمكن تعريف شاغل المنصب بأنه ممثل للرئيس ويعد ثاني أعلى منصب في حكومات بعض الدول، يقوم في كثير من الأحيان بواجبات رئيس الدولة وذلك في حالة سفر الرئيس خارج البلاد أو وفاته أو استقالته أو تنحيته من الرئاسة أو عجزه عن عمله السياسي.

### أهمية المنصب
تختلف اهمية وجود المنصب والدور الذي يقوم به من دولة لدولة.
وطبيعي أن تكون أهمية نائب رئيس الجمهورية في الدول التي نظامها رئاسي أكبر من دوره في الجمهوريات البرلمانية (إن وجد)وحتى في النظم الرئاسية تختلف أهمية نائب رئيس الجمهورية ودوره لدرجة ان يكون إعلان الرئيس عن نائبه قبل الانتخابات مثل أمريكا وهذا يجعل للنائب الذي يختاره الرئيس دورا جوهريا في نتيجة الانتخابات لأن كثيرا من الناس سيأخذون بعين الاعتبار أنه سيكون من الشخصيات القريبة جدا من الرئيس ومن الممكن أن يكون له تأثير كبير على سياسة الدولة وإن لم يكن بشكل رسمي لأن القرار بيد الرئيس فعلى الأقل بشكل فعلي لأنه قريب من الرئيس.
أما في النظم الرئاسية الأخرى فتكون أهمية النائب أقل بكتير أو على الأقل لا يكون له تأثير في الانتخابات لان الرئيس يختاره بعد استلامه منصبه.

## في مجال إدارة الأعمال

### التعريف
يشير منصب نائب الرئيس في المؤسسة إلى الشخص الذي يرفع تقاريره مباشرة إلى رئيس المؤسسة أو الرئيس التنفيذي لها وهو عضو في الفريق التنفيذي للمؤسسة